# شهرستان ریچلند (داکوتای شمالی)
شهرستان ریچلند، داکوتای شمالی (به انگلیسی: Richland County, North Dakota) یک سکونتگاه مسکونی در ایالات متحده آمریکا است که در داکوتای شمالی واقع شده‌است.

## خصوصیات
شهرستان ریچلند ۳٬۷۴۵٫۱۴ کیلومترمربع مساحت دارد.